# Kaitasmeer
Het Kaitasmeer, Zweeds: Kaitasjärvi/jaure; Samisch: Gáiddasjávri, is een meer in het noorden van Zweden. Het ligt in de gemeente Kiruna. Het water in het meer meer komt van de oostelijke hellingen van de Njuohčamberg en stroomt na het meer door een beek in de Rautasrivier.
Afwatering: Kaitasmeer → Rautasrivier → Torne → Botnische Golf